# Patriot Games (livro)
Jogos Patrióticos é um thriller escrito por Tom Clancy. Ele foi publicado em 1987 como parte da série de livros do Universo Jack Ryan. Ele é o quarto livro da série de livro "Jack Ryan" de Clancy a ser adaptado ao cinema.

## Sinopse
Um grupo terrorista visa a Famíia Real Inglesa e um turista frusta esse ataque. Por essa razão, ele e sua família se tornam alvo de vingança do grupo terrorista irlandês, que se prepara para agir nos Estados Unidos.